# مختار حسين أفرح
العقيد مختار حسين أفرح (بالصومالية: Mukhtaar Xuseen Afrax) سياسي وقائد عسكري صومالي شغل منصل وزير الداخلية والشؤون الفيدرالية في الفترة ما بين 20 أكتوبر 2020 و 2 أغسطس 2022

## مسيرته العسكرية
قاد العقيد مختار قوات الحكومة الانتقالية في بلدوين بعد معركة بلدوين عام 2006، في 7 يناير 2007، ألقت القوات الإثيوبية القبض على مختار بسبب قيامه بإطلاق سراح القيادي في اتحاد المحاكم الإسلامية الشيخ فارح معلم محمد، ما أثار جدلاً واحتجاجات عنيفة، وطالبت القوات الإثيوبية بتسليم القيادي إليها. وأطلقت سراح العقيد مختار فيما بعد في 10 يناير 2010.

## مسيرته السياسية
في 3 أغسطس 2015 عُين مختار نائبا لرئيس قوة الشرطة الصومالية وعُين قائدا لقوة الشرطة بشكل مؤقت بعد إقالة عبد الحكيم سعيد ساعد في 2 نوفمبر 2017 وشغل المنصب حتى 24 فبراير 2018
في 20 أكتوبر 2020 أعلن رئيس الوزراء الصومالي محمد حسين روبلي عن تشكليته الوزارية التي ضمت وزير الداخلية العقيد مختار حسين أفرح وشغل المنصب حتى 2 أغسطس 2022، وخلفه في المنصب أحمد معلم فقي.